# Corynebacterium renale
Corynebacterium renale es una bacteria patógena que causa cistitis y pielonefritis en el ganado.
El género Corynebacterium representa bacterias anaerobias facultativas Gram-positivas, no formadoras de esporas, que tienen un contenido de GC de moderado a alto. En términos de pared celular y composición lipídica; se encuentran estrechamente relacionadas con los Mycobacterium, Nocardia y Rhodococcus''N. 
Entre las corinebacterias, existen patógenas y no patógenas. Algunos ejemplos de no patógenas son las bacterias del suelo, como: Corynebacterium glutamicum o Corynebacterium caldean; mientras que algunos patógenos provienen de los animales, cómo por ejemplo: los Corynebacterium diphtheriae, Corynebacterium xerosis o Corynebacterium renale. Existe un tercer grupo que son patógenos que provienen de las plantas. 
En la industria, las corinebacterias del suelo se utilizan extensamente en la producción de aminoácidos, la producción de detergentes y la degradación de parafinas, entre otros. Debido a las razones anteriores, se han aplicado modernas herramientas de ingeniería genética a estas bacterias. Esto ha llevado al descubrimiento de una gran cantidad de plásmidos de corinebacterias.

### Estructura del genoma
El genoma completo del Corynebacterium renale aún no está secuenciado. Gracias a los nuevos avances tecnológicos en el ADN, el gen 16S del Corynebacterium renale sí pudo estar secuenciado. Además, a través de la secuenciación del ARNR 16S de múltiples organismos, se ha contribuido con el descubrimiento de muchas especies nuevas de Corynebacterium, así como de especies separadas de las que se cree que son una sola y que requieren de estudios más exhaustivos.